# Villepinte, Seine-Saint-Denis
Villepinte (franskt uttal: [vilpɛ̃t]
 ( lyssna)) är en kommun i departementet Seine-Saint-Denis i regionen Île-de-France i norra Frankrike. Kommunen ligger i kantonen Sevran som tillhör arrondissementet Le Raincy. År 2022 hade Villepinte 39 647 invånare.

## Befolkningsutveckling
| Befolkningsutvecklingen i Villepinte 1968–2021 | Befolkningsutvecklingen i Villepinte 1968–2021 | Befolkningsutvecklingen i Villepinte 1968–2021 | Befolkningsutvecklingen i Villepinte 1968–2021 | Befolkningsutvecklingen i Villepinte 1968–2021 |
| ---------------------------------------------- | ---------------------------------------------- | ---------------------------------------------- | ---------------------------------------------- | ---------------------------------------------- |
|                                                |                                                |                                                |                                                |                                                |
| År                                             |                                                |                                                | Folkmängd                                      |                                                |
| 1968                                           | 1968                                           |                                                | 12 103                                         |                                                |
| 1975                                           | 1975                                           |                                                | 17 565                                         |                                                |
| 1982                                           | 1982                                           |                                                | 23 745                                         |                                                |
| 1990                                           | 1990                                           |                                                | 30 303                                         |                                                |
| 1999                                           | 1999                                           |                                                | 33 782                                         |                                                |
| 2007                                           | 2007                                           |                                                | 35 444                                         |                                                |
| 2015                                           | 2015                                           |                                                | 36 514                                         |                                                |
| 2021                                           | 2021                                           |                                                | 38 725                                         |                                                |